# Lomariopsis pollicina
Lomariopsis pollicina là một loài thực vật có mạch trong họ Lomariopsidaceae. Loài này được (Willemet) Mett. ex Kuhn mô tả khoa học đầu tiên năm 1868.